# Løgstør Kirke
Løgstør Kirke ligger i Løgstør og hører til Løgstør Sogn, Vesthimmerlands Kommune (Viborg Stift).

## Bygning og inventar
Kirken er 32,6 m langt og har et 46,5 m højt spir. Det er opført i røde teglsten og har skifertag, både på selve kirken og på tårnet. Det indre er hovedsageligt hvidt.
Skibet har mod øst en tresidet korafslutning, og tårnet ligger mod vest. Bygningen er opført i nygotisk stil.
Det meste af inventaret stammer fra kirkens indvielse. Det drejer sig blandt andet om døbefonten af sandsten og prædikestolen. Altertavlen er fra 1907 og malet af Axel Hou. Jais Nielsens glasmosaikker i korets vinduer viser udvalgte motiver fra Det Nye Testamente. Mosaikken over døren i tårnet er også af Jais Nielsen.
Ved renoveringen i 1993 lavede Arne L. Hansen yderligere udsmykning, blandt andet på gavlene af stolerækkerne samt i våbenhuset. Dorthe Sigsgaard vævede klædet foran alteret sammen med Hansen.

## Historie
Løgstør hørte oprindeligt under Løgsted Sogn og Løgsted Kirke. I 1840'erne begyndte beboerne i Løgstør at arbejde for at få egen kirke. Planerne, som krævede økonomisk støtte fra staten, blev imidlertid skrinlagt på grund af første slesvigske krig. I stedet blev der i 1851 indrettet et hus i Løgstør til kirkelige handlinger, men ønsket om at få en rigtig kirke var ikke glemt. I 1870 blev der igen indsendt ansøgning om kirken, men tegningerne af det planlagte projekt var i en længere periode forsvundet i kultusministeriet, så der blev først i 1890 givet grønt lys til projektet.
Løgstør Kirke blev opført i 1892-1893 efter tegninger af O.P. Momme og L.F. Olesen. Bygningsprisen var 61.000 kr, hvoraf 25.000 var statstilskud. Kirken har siden fået tilført blandt andet glasmosaikker af Jais Nielsen i 1943-45 og i 1953. Der blev foretaget en omfattende indvendig renovering i 1993 under ledelse af Arne L. Hansen.